# اقتران جايسر-هيلاس
يستخدم اقتران هيلاس في فيزياء الجسيمات الفلكية لتحديد الكثافة الطولية للجزيئات في وابل الاشعة الكونية. تم اقتراح الاقتران في عام 1977 من قبل جايسر وهيلاس.
يتم التعبير عن عدد الجزيئات {\displaystyle N(X)} بدلالة عمق الغلاف الجوي الذي تم اجتيازه {\displaystyle X} كالتالي:
{\displaystyle N(X)=N_{\text{max}}\left({\frac {X-X_{0}}{X_{\text{max}}-X_{0}}}\right)^{\tfrac {X_{\text{max}}-X_{0}}{\lambda }}\exp \left({\frac {X_{\text{max}}-X}{\lambda }}\right)}
حيث {\displaystyle N_{\text{max}}} هو العدد الأقصى للجزيئات الموجودة عند العمق {\displaystyle X_{\text{max}}}، و {\displaystyle X_{0}} و {\displaystyle \lambda } هما معلمتان أساسيتان تعتمدان على الكتلة والطاقة.
باستخدام التعويض:
{\displaystyle n={\frac {N}{N_{\text{max}}}}} و {\displaystyle x={\frac {X-X_{0}}{\lambda }}} و {\displaystyle m={\frac {X_{\text{max}}-X_{0}}{\lambda }}}
يمكن كتابة الاقتران بصيغة بديلة أحادية العامل ({\displaystyle m}) كالتالي:
.{\displaystyle n(x)=\left({\frac {x}{m}}\right)^{m}\exp(m-x)={\frac {x^{m}e^{-x}}{m^{m}e^{-m}}}=\exp(m(\ln x-\ln m)-(x-m))}